# Germanische Leistungsrune

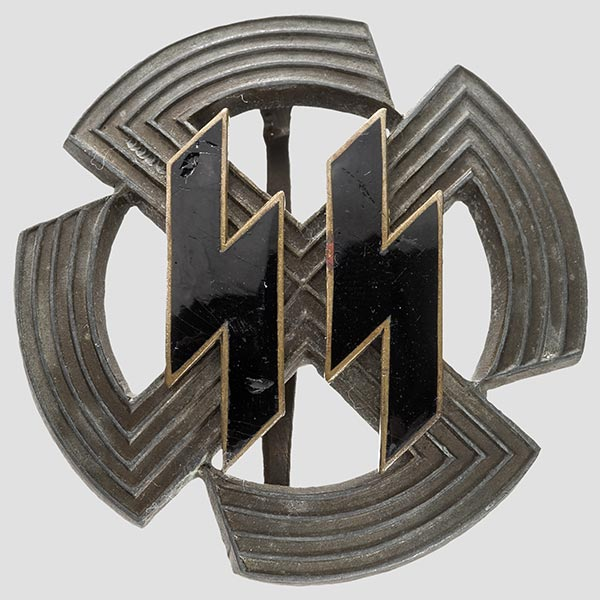
Germanische Leistungsrune in Bronze

Die Germanische Leistungsrune war in der Zeit des Zweiten Weltkrieges eine der nationalsozialistischen Ideologie entsprechende Auszeichnung für Mitglieder der Waffen-SS. Sie wurde am 15. August 1943 vom Reichsführer SS Heinrich Himmler gestiftet und bildet auf einem Hakenkreuz die Siegrune der SS ab.
Dieses Abzeichen wurde in den Stufen Bronze und Silber nach einem dreistufigen Test erworben, der aus
- Einzelleistungen
- Mannschaftsleistungen und
- einer weltanschaulichen Prüfung (2 Stunden Klausur, mündliche Prüfung)

bestand.
Laut Stiftungserlass sollte es „ein Ansporn für Leibesertüchtigung und Wehrerziehung im Geiste der nationalsozialistischen Weltanschauung und eine Bestätigung des freiwilligen Bekenntnisses zur germanischen Schicksalsgemeinschaft“ sein.
Da die Siegrune neben dem Hakenkreuz das Symbol ist, das am deutlichsten auf nationalsozialistische Vorstellungen hinweist, ist die Verwendung dieses Zeichens in Deutschland strafbar (vgl. Verwenden von Kennzeichen verfassungswidriger Organisationen). Ebenso ist nach dem Gesetz über Titel, Orden und Ehrenzeichen von 1957 das Führen dieser Auszeichnung in Deutschland nicht zulässig.